# Uwe Bredehorn
Uwe Bredehorn (* 29. Dezember 1938 in Oldenburg/Oldb; † 3. Juni 2025 in Marburg an der Lahn) war ein deutscher Bibliothekar.

## Leben und Wirken
Nach der Reifeprüfung an der Hindenburgschule Oldenburg (1958) studierte Uwe Bredehorn vom Sommersemester 1958 bis zum Wintersemester 1964/65 Lateinische Philologie, Geschichte und Politikwissenschaft an der Philipps-Universität Marburg und legte 1964 das Staatsexamen für das höhere Lehramt ab. Von 1961 bis 1965 arbeitete er als wissenschaftliche Hilfskraft und von 1965 bis 1967 als wissenschaftlicher Assistent am Seminar für Alte Geschichte der Universität Marburg. Seine Promotion im Fach Alte Geschichte erfolgte 1968 bei dem Althistoriker Christian Habicht. Im Jahre 1967 trat er als Bibliotheksreferendar an der Universitätsbibliothek Marburg in die Ausbildung für den höheren Bibliotheksdienst ein und absolvierte die Fachprüfung hierfür 1969 am Bibliothekar-Lehrinstitut des Landes Nordrhein-Westfalen in Köln. Seit 1969 war Bredehorn dann als wissenschaftlicher Bibliothekar an der Universitätsbibliothek Marburg tätig. Neben der Betreuung verschiedener Fachreferate leitete er dort die Abteilung für Handschriften und Alte Drucke und war für die Bestandserhaltung der historischen Bibliotheksbestände zuständig.
Neben seinen Arbeiten im Zusammenhang mit Ausstellungen der Universitätsbibliothek Marburg und Veröffentlichungen zur Buch- und Bibliotheksgeschichte Marburgs arbeitete Bredehorn intensiv mit an der von Rudolf Lenz geleiteten Forschungsstelle für Personalschriften in Marburg. Besonders zu erwähnen ist neben Tagungsbeiträgen das von ihm mitbearbeitete „Abkürzungsverzeichnis aus Personalschriften“, das 2002 in dritter Auflage erschien.

## Schriften (Auswahl)
- Senatsakten in der Republikanischen Annalistik. Untersuchungen zur Berichterstattung über den römischen Senat bei den annalistischen Vorgängern des Livius unter besonderer Berücksichtigung der römischen Ostpolitik zwischen 205 u. 171 v. Chr. Dissertation Universität Marburg 1968.
- Leichenpredigten aus bibliothekarischer Sicht. In: Rudolf Lenz (Hrsg.): Erstes Marburger Personalschriftensymposium, Forschungsschwerpunkt Leichenpredigten (= Leichenpredigten als Quelle historischer Wissenschaften, Bd. 1). Böhlau, Köln 1975, S. 209–233, ISBN 3-412-01875-9.
- (mit Rudolf Lenz): Die Ausstellung "Leben aus Leichenpredigten". In: Ebd., S. 492–557.
- (Mitarb.): Die arabischen Handschriften der Universitätsbibliothek Marburg (= Schriften der Universitätsbibliothek Marburg, Bd. 8). Marburg 1979.
- Leichenpredigten als lexikographische Quelle. In: Rudolf Lenz (Hrsg.): Zweites Marburger Personalschriftensymposium, Forschungsschwerpunkt Leichenpredigten (= Leichenpredigten als Quelle historischer Wissenschaften, Bd. 2). Schwarz-Verlag, Marburg 1979, S. 291–312, ISBN 3-88421-001-7.
- (mit Rudolf Lenz): Die Ausstellung "Thanatomachia". Zur Geistes- und Kulturgeschichte des Todes vom XVI. bis zum XVIII: Jahrhundert. In: Ebd., S. 433–539.
- Beobachtungen zu den Formaten der Marburger Leichenpredigten und sonstigen Trauerschriften. In: Rudolf Lenz (Hrsg.): Studien zur deutschsprachigen Leichenpredigt der frühen Neuzeit (= Marburger Personalschriften-Forschungen, Bd. 4). Schwarz, Marburg 1981, S. 19–85, ISBN 3-88421-004-1.
- (Bearb.): St. Elisabeth. Kult, Kirche, Konfessionen. Ausstellung der Universitätsbibliothek Marburg. Elwert, Marburg 1983.
- (Mitbearb.): Litterae Lutheranae. Ausstellung der Universitätsbibliothek Marburg zum 500. Geburtstag Martin Luthers, 10. November – 11. Dezember 1983 (= Schriften der Universitätsbibliothek Marburg, Bd. 16). Marburg 1983.
- Marburger Universitätslehrer im Spiegel der Trauerschriften. In: Rudolf Lenz (Hrsg.): Drittes Marburger Personalschriftensymposium, Forschungsschwerpunkt Leichenpredigten (= Leichenpredigten als Quelle historischer Wissenschaften, Bd. 3). Schwarz, Marburg 1984, S. 163–192, ISBN 3-88421-007-6.
- (mit Eva-Maria Dickhaut u. Rudolf Lenz): Die Ausstellung "Ornamenta mortis". Zum Feuertod des hessischen Pfarrers Aegidius Ruppersberger 1683. In: Ebd., S. 387–438.
- (Bearb.): Marburger Frühdrucke 1527–1566. Eine Ausstellung der Universitätsbibliothek Marburg vom 19.6. bis 2.8.1987 (= Schriften der Universitätsbibliothek Marburg, Bd. 33). Marburg 1987, ISBN 3-8185-0005-3.
- (Mitarb.): Martin Rade. Theologe, Publizist, Demokrat 1857–1940. Eine Ausstellung der Universitätsbibliothek Marburg vom 26. April bis 20. Mai 1990 (= Schriften der Universitätsbibliothek Marburg, Bd. 47). Marburg 1990, ISBN 3-8185-0061-4.
- (Bearb., mit Ulrike Hähner): Buchrestaurierung. Ein Werkstattbericht (= Schriften der Universitätsbibliothek Marburg, Bd. 56). Marburg 1991, ISBN 3-8185-0089-4.
- Der Marburger Buchdruck 1527–1650 als Spiegel der Stadt- und Universitätsgeschichte. In: Jörg Jochen Berns (Hrsg.): Marburg-Bilder. Eine Ansichtssache. Zeugnisse aus fünf Jahrhunderten. Rathaus-Verlag, Marburg 1995, S. 129–147, ISBN 3-923820-52-6.
- Bücherwanderungen als bibliotheksgeschichtliches Phänomen. In: Veronica Albrink u. a. (Hrsg.): Hundert Jahre nach Marburg. Aktuelle Aufsätze aus der Universitätsbibliothek Marburg (= Schriften der Universitätsbibliothek Marburg, Bd. 102). Marburg 2002, S. 32–62, ISBN 3-8185-0319-2.
- (Mitarb.): Abkürzungen aus Personalschriften des XVI. bis XVIII. Jahrhunderts. 3. Aufl. (= Marburger Personalschriften-Forschungen, Bd. 35). Steiner, Stuttgart 2002, ISBN 978-3-515-08152-8.
- Leichenpredigten und ihre Titel. In: Rudolf Lenz u. a. (Hrsg.): Viertes Marburger Personalschriften-Symposium, Forschungsgegenstand Leichenpredigten (= Leichenpredigten als Quelle historischer Wissenschaften, Bd. 4). Steiner, Stuttgart 2004, S. 385–415, ISBN 3-515-08561-0.
- (mit Eva-Maria Dickhaut u. Rudolf Lenz): Die Ausstellung Deß einen Tod, daß andern Brod. 25 Jahre Leichenpredigten-Forschung. Ergebnisse und Perspektiven. In: Ebd., S. 525–626.
- Friedrich Spee: Cautio criminalis. In: Margret Lemberg/Bernd Reifenberg (Hrsg.): Die Universität Marburg im Königreich Westfalen (= Schriften der Universitätsbibliothek Marburg, Bd. 130). Marburg 2007, S. 137–164, ISBN 3-8185-0451-2.